# 法心寺 (川越市)
法心寺（ほうしんじ）は、埼玉県川越市にある曹洞宗の寺院。

## 歴史
永正年間（1504年 - 1521年）に開山された。当初は天台宗の寺であったが、間もなく廃寺となった。永禄年間（1558年 - 1570年）に養寿院第2世住職の学山存益によって曹洞宗の寺として中興された。
かつては同市石原町から今成にかけて湖があったという。そのため養寿院から当寺に向かう際は船に乗ることになり、その湖に映る月がきれいであったことから、山号を「湖月山」にしたと言われている。

## 交通アクセス
- 西川越駅より徒歩7分。